# Ка-22

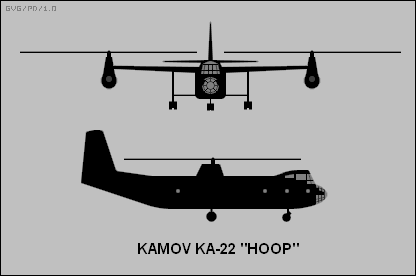
Проекции

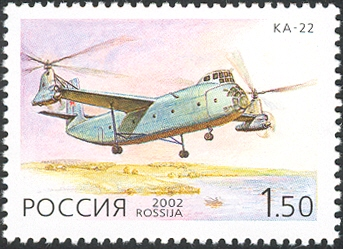
Ка-22 на почтовой марке России

Ка-22 (Проект «X») (по кодификации NATO: Hoop — «Обруч») — советский винтокрыл поперечной схемы.
Разработан в ОКБ Камова в 1960 году. Обладал двумя несущими винтами и двумя турбовинтовыми двигателями по 4300 кВт (5900 л. с.) конструкции П. А. Соловьёва. Полётная масса 37 тонн.

## История
В разгар холодной войны у Вооружённых сил СССР возникла необходимость в скоростной транспортировке оперативно-тактических баллистических ракет вместе с пусковыми установками в недоступную местность. Создать летательные аппараты для выполнения этой задачи предстояло конструкторским бюро Михаила Миля и Николая Камова. КБ Миля разрабатывало вертолёт традиционной одновинтовой схемы с хвостовым винтом — Ми-6; бюро Камова приняло решение о разработке винтокрыла с двумя несущими винтами на базе фюзеляжа самолёта Ли-2. Соответствующее постановление правительства СССР вышло в 1954 году. В 1956 году технические требования были уточнены — летательный аппарат должен был перевозить груз весом до 5 тонн на расстояние порядка 700 км, а 4 тонн — до 1500 км с максимальной скоростью не менее 400 км/ч.
Первоначальный проект был заявлен от лица трёх авторов: Н. И. Камова, В. В. Никитина и В. Б. Баршевского — на центральную часть самолёта Ли-2 предполагалось установить дополнительную винтомоторную установку с двигателем ТВ-2 (ТВ-2Ф) мощностью до 5000 л. с. и соосными трёхлопастными несущими винтами диаметром 17,5 м.
Первый планер Ка-22 был передан на статические испытания в ЦАГИ в 1957 году; первый лётный экземпляр, построенный на заводе № 938, поступил в летно-испытательную станцию ОКБ осенью 1958 года. Доработка машины затянулась, и первые лётные испытания в режиме свободного висения состоялись только в июне 1959 года.
Первый полёт Ка-22 был осуществлён 20 апреля 1961 года экипажем в составе пилотов Д. К. Ефремова и В. М. Евдокимова, бортмеханика Е. И. Филатова, экспериментатора Ю. И. Емельянова и ведущего инженера В. Б. Альперовича. В ходе полёта был обнаружен флаттер лопастей несущих винтов, приведший к отрыву полутораметрового куска лопасти от левого винта. С большим трудом повреждённый винтокрыл удалось посадить поперёк взлётно-посадочной полосы. В ходе испытаний постоянно возникали технические проблемы — пришлось поменять двигатели и редукторы, изменить направление вращения несущих винтов. 
23 сентября 1961 лётчик-испытатель Ю. А. Гарнаев произвёл на серийном Ка-22 первый полёт по кругу на высоте 1000 м со скоростью 200 км/ч.
7  ноября 1961 года на Ка-22 экипажем Д. К. Ефремова был установлен официально зарегистрированный мировой рекорд скорости для винтокрылов — 356,3 км/ч. 24 ноября 1961 года был побит мировой рекорд грузоподъёмности для винтокрылов: груз в 16 485 кг был поднят на высоту 2557 м.
28 августа 1962 года в 11:20 при заходе на промежуточную посадку на аэродром Джусалы в ходе перегонки из Ташкента в Москву для прохождения приёмо-сдаточных испытаний Ка-22 с номером 01-01 завалился влево, перевернулся и столкнулся с поверхностью земли. Весь экипаж (7 человек:  командир экипажа Д.К. Ефремов, 2-й пилот О.К. Яркин, штурман В.С. Школяренко, бортмеханик И.Л. Куслицкий, бортрадист Б.Г. Поляничко, ведущий инженер В.А. Николаев, экспериментатор Ю.И. Емельянов) погиб. Причиной катастрофы стал разрыв троса системы управления.
16 июля 1964 года в ходе испытательного полёта в Подмосковье потерпел катастрофу также номер 01-03, войдя в крутое пике после неконтролируемого поворота направо. Попытки экипажа выровнять машину привели к отрыву правой мотогондолы и дальнейшему разрушению винтокрыла. В катастрофе погибли пилот С. Г. Бровцев и техник А. П. Рогов.
Ка-22 оказался крайне сложным в управлении, не похожим ни на вертолёт, ни на самолёт. Было принято решение не пускать Ка-22 в серийное производство, а принять на вооружение вертолёт Миля. Проект был закрыт; две оставшиеся машины — 01-02 и 01-04 — утилизированы (из 4 машин до сегодняшнего дня не уцелела ни одна — последнюю готовую на 90 % машину уничтожили на Ташкентском авиационном заводе в конце 1990-х годов, после нескольких попыток пристроить его в музеи).
С тех пор в России винтокрылов не создавали, однако работы по этой тематике велись, и в 1972 году при КБ Миля возник проект винтоплана Ми-30, в отличие от винтокрыла Ка-22, не являющегося автожиром-вертолётом-гиродином, а имеющим схему с парой поворотных винтов.

## Тактико-технические характеристики
Источник данных: 

Технические характеристики
- Экипаж: 4 человека
- Грузоподъёмность: 5000-8000 кг
  - Размеры грузовой кабины:
    - длина: 17,8 м
    - ширина: 2,8 м
    - высота: 2,4 м
- Длина: 26,75 м
- Размах крыла: 23,8 м
- Диаметр несущих винтов: 22,5 м
- Высота: 10,37 м
- Нормальная взлётная масса: 31 000 кг
- Максимальная взлётная масса: 32 000 кг
- Масса топлива во внутренних баках: 4600 кг
- Силовая установка: 2 ×  Д-25ВК
- Мощность двигателей: 2 × 5500 л. с.

Лётные характеристики
- Максимальная скорость: 370 км/ч
- Крейсерская скорость: 316 км/ч
- Практическая дальность: 720 км
- Практический потолок: 4300 м
- Статический потолок: 3500 м
- Длина разбега: 800 м
- Длина пробега: 800 м